# أوتو مولر (مصارع رياضي)
أوتو مولر هو مصارع رياضي سويسري، (و. 1899  م).

## وصلات خارجية
- أوتو مولر على موقع قاعدة بيانات المصارعة الدولية (الإنجليزية)
- أوتو مولر على موقع أوليمبيديا (الإنجليزية)